# AA (映画)
『AA』は、青山真治監督による2006年の日本映画。フリー・ジャズ、インプロヴィゼーション、プログレッシヴ・ロックを日本に紹介した音楽批評家・間章（Aida Aquirax）について、彼とゆかりがあったミュージシャンや批評家など12人のインタビューで解き明かし、彼が着目していたインプロヴィゼーションの過去と現在と未来を考察するドキュメンタリーである。

## 概要
上映時間が7時間以上ある本作の製作期間は5年近くに及んだ。大友良英と灰野敬二のライブ映像や、出演者同士が疑似論争をする場面もある。なお、「生きているデレク・ベイリー」についての言及があるが、彼は本作の公開前年に死去している。

## 本編
- 第1章 時代の未明から（54分）
- 第2章 反復する未明（77分）
- 第3章 非時と廃墟そして鏡（81分）
- 第4章 僕はランチにでかける（77分）
- 第5章 この旅には終わりはない（79分）
- 第6章 来たるべきものへ（75分）

## キャスト
- 大友良英
- 亀田幸典
- 近藤等則
- 佐々木敦
- 清水俊彦
- 副島輝人
- 高橋巖
- 竹田賢一
- 灰野敬二
- 平井玄
- 本間亮
- 湯浅学
- 大里俊晴 - インタビュアー